# Premiärdatum oklart
Premiärdatum oklart är en svensk humorserie i mockumentär stil från 2020, skapad av Björn Edgren och Michael Lindgren.
Serien kretsar kring en revyensemble som försöker sätta upp en föreställning under en pandemi. I serien spelar ensemblen från Scalarevyn sig själva. I rollerna ser vi förutom regissören Michael Lindgren även Vanna Rosenberg, Henrik Dorsin, Johan Ulveson, Klas Hedlund och Louise Nordahl.
Serien producerades ovanligt snabbt - med mycket kort tid från idé till sändning under pågående pandemi. Seriens ena manusförfattare Björn Edgren har bland annat sagt: "Jag tror aldrig det har hänt tidigare att en humorserie skapats så snabbt."
Serien vann Kristallen för årets humorprogram 2021.